# Cueta minervae
Cueta minervae är en insektsart som beskrevs av Hölzel 1972. Cueta minervae ingår i släktet Cueta och familjen myrlejonsländor. Inga underarter finns listade i Catalogue of Life.